# Reinout Willem van Bemmelen
Reinout Willem van Bemmelen, également connu sous le nom de Rein van Bemmelen, (14 avril 1904 Batavia, Indes orientales néerlandaises - 19 novembre 1983 Oberdrauburg, Autriche) est un géologue néerlandais qui s'intéresse à la géologie structurale, la géologie économique et la volcanologie. Il est connu pour ses travaux sur ces sujets et sur la géologie de l'Indonésie.

## Biographie
Rein van Bemmelen est né à Batavia et passe sa jeunesse dans les Indes orientales néerlandaises, où son père Willem van Bemmelen est le directeur de l'Observatoire magnétique, météorologique et sismologique. De 1920 à 1927, il étudie l'ingénierie minière à l'Université de Delft aux Pays-Bas avec comme professeurs HA Brouwer et Gustaaf Adolf Frederik Molengraaff. Van Bemmelen devient docteur en 1927 avec une étude sur la géologie de la Cordillère Bétique. Il suit des cours de volcanologie à Naples, puis travaille avec le service géologique des Indes orientales néerlandaises, où il cartographie des parties de Java et de Sumatra. De 1933 à 1935, il étudie la pédologie à l'Université technique de Vienne. Après cela, il retourne à Java pour y poursuivre ses recherches. Il s'intéresse principalement à la volcanologie (magmas et roches pyroclastiques), à la géologie structurale et à la tectonique, en particulier la tectonique glissante.
Il observe l'activité des années 1930 du Merapi depuis le poste volcanologique de Babadan sur le versant nord-ouest.
Lorsque les Japonais occupent les Indes néerlandaises pendant la Seconde Guerre mondiale, Van Bemmelen et sa femme passent trois ans dans un camp de prisonniers. Ils font partie d'un petit nombre de professionnels autorisés par les Japonais à poursuivre leur travail. C'est à cette époque qu'il réussit à publier le numéro de 1941 du Netherlands East Indian Volcanological Survey, qui parait en 1943. Avec la fin de la guerre, ils rentrent aux Pays-Bas, où ils vivent à La Haye. Le gouvernement néerlandais confie à Van Bemmelen la tâche de recueillir toutes les informations sur la géologie de l'archipel indonésien. Van Bemmelen avait résumé ces informations dans un manuscrit détruit pendant la guerre. Le document est confié à son assistant qui l'emmène à Yogyakarta. Lorsque les relations diplomatiques entre les Pays-Bas et l'Indonésie sont établies, le manuscrit lui est restitué. Entre-temps, Van Bemmelen produit un document similaire et en 1949 sa Géologie de l'Indonésie est publiée, juste après l'indépendance de l'Indonésie. Van Bemmelen passe ensuite un an comme assistant de SG Trooster à l'Université d'Utrecht, puis travaille pour Shell en tant que consultant.
Van Bemmelen prend sa retraite en 1969. Geologie en Mijnbouw marque l'occasion de son soixante-dixième anniversaire avec un numéro spécial. À la suite du décès de sa femme en 1983, il s'installe en Autriche, où il décède peu de temps après. Une série télévisée controversée est réalisée après sa mort sur son rôle dans l'euthanasie de sa femme.

## Carrière académique
En 1950, Van Bemmelen devient professeur à l'Université d'Utrecht. Avec MG Rutten, il commence des recherches sur la volcanologie et le paléomagnétisme de l'Islande. Il dirige sept thèses de doctorat sur la tectonique des Alpes italiennes et plusieurs thèses sur l'hydrologie (sa chaire concerne la géologie économique).
Van Bemmelen est connu pour son explication de l'orogenèse. Dans son livre Mountain Building, il expose sa théorie de l'Undation. Le mécanisme derrière l'orogenèse est, selon Van Bemmelen, dans le manteau. En raison de la différenciation géochimique, de légères différences de densité conduisent à un écoulement vertical dans le manteau, entraînant une orogenèse. Ces idées ont dû être ajustées avec la tectonique des plaques comme mécanisme de l'orogenèse. En 1972, le livre de Van Bemmelen, Geodynamic Models the Undation Theory, est intégré à la tectonique des plaques.